# Tetrao urogallus
Il gallo cedrone o urogallo (Tetrao urogallus Linnaeus, 1758) è un uccello appartenente alla famiglia dei Phasianidae.

## Descrizione

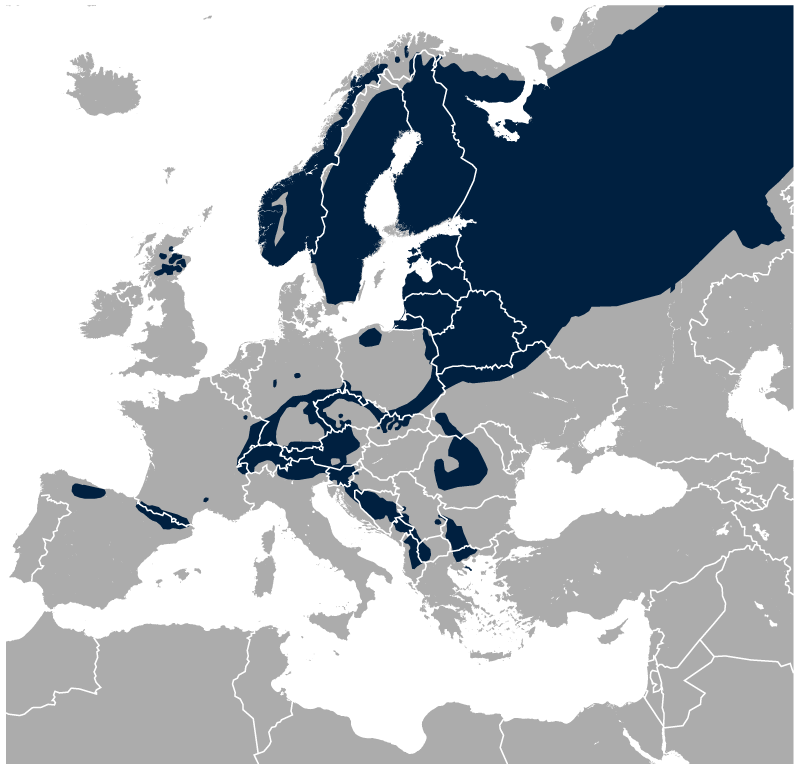
Distribuzione in Europa

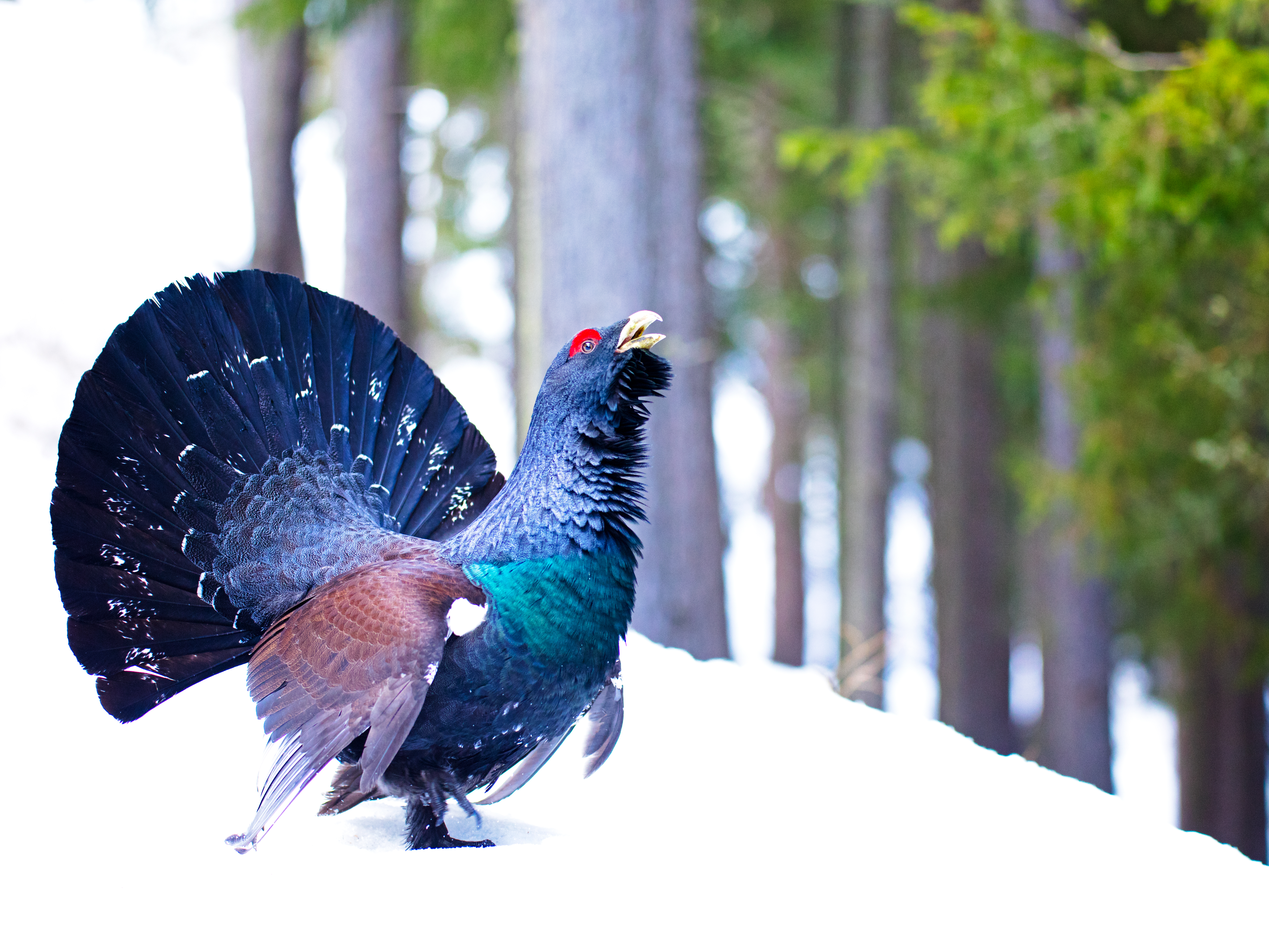
Un gallo cedrone nel Parco Nazionale dello Stelvio.

È il più grande dei tetraoni: misura in lunghezza da 65 a 70 cm, in apertura alare 1,30 m, la coda è di 35 cm, e pesa dai 2 ai 5 kg. I caratteri morfologicamente distintivi rispetto ad altri membri della famiglia Phasianidae sono la coda arrotondata e le piume prolungate della gola. L'abito è nerastro sul capo e sulla gola, cinerino-scuro con ondeggiamenti neri sulla parte posteriore del collo, nericcio e cinerino sull'anteriore, finemente punteggiato di cinerino e di bruno-ruggine sul dorso nericcio; le ali sono brune e nere con sfumature verso il ruggine, la coda nera con poche macchie bianche, il petto verde-acciaio lucido, e il resto delle parti inferiori chiazzato di bianco e di nero. L'occhio è bruno, la membrana perioculare rossa e il becco bianco-corneo. L'abito dei giovani presenta delle tinteggiature che compaiono da una muta all'altra.
I tratti distintivi delle femmine, che sono più piccole dei maschi di circa un terzo, sono le striature trasversali giallo-ruggine e bruno-nere che segnano il nericcio della testa e della parte superiore del collo; striature bruno-nero, giallo-ruggine e giallo-grigio-ruggine che si mescolano nelle altre parti superiori del corpo, e rosso-ruggine con fasce trasversali nere delle penne timoniere. Nella femmina la gola e la curva dell'ala sono giallo-rosse, la parte superiore del petto è rosso-ruggine, il ventre ha fasce interrotte bianche e nere su fondo giallo-ruggine.

## Distribuzione e habitat
Questa specie popolava, in passato, tutte le selve più ampie dell'Europa settentrionale e dell'Asia; oggi i suoi confini sono i medesimi, ma la si incontra in numero notevolmente minore. In Italia la specie è estinta sulle Alpi occidentali mentre è ancora presente nelle zone montuose di Trentino-Alto Adige, Veneto  e Friuli. Il suo areale è in costante diminuzione in tutto il continente europeo diventando più frequente soltanto nei vasti boschi di Scandinavia e Russia. Preferisce i boschi di montagna a quelli di pianura, ed ha bisogno di alberi di alto fusto - soprattutto quelli resinosi - in zone abbondantemente irrigate e ricche di cespugli e bassi arbusti con bacche; ama pure i terreni paludosi. Sulle Alpi vive prevalentemente ad una quota fra i 1.200 e i 1.700 metri, in boschi maturi di conifere anche miste a faggio, con piante secolari, ma con densità rada o fitti con radure, con strato arbustivo discontinuo. Un tempo questi ambienti erano abbondanti, ma ora, a causa della riduzione dei tagli selvicolturali, sono stati sostituiti da fitti boschi, non adatti al gallo cedrone.
Uccello stazionario, è indotto a spostarsi dalle sedi abituali solo dal sopravvenire di freddi intensi e di abbondanti nevicate che rendono impossibile il reperimento del cibo, ma non appena la stagione migliora, riprende la via dei luoghi preferiti. Certe volte, quando il suo territorio è completamente coperto dalla neve, si ritira sui rami degli alberi, e vi trascorre lunghi periodi nutrendosi di foglie. In generale trascorre le sue giornate sul terreno, in continue corse fra gli sterpi e i bassi arbusti dove va in cerca di cibo, levandosi in volo solo in caso di fughe repentine. Il cibo consta di gemme d'albero, foglie, bacche, semi, trifoglio e, principalmente in età giovanile, insetti. Nel periodo dell'amore il maschio è meno selettivo nella scelta del cibo, quasi non volesse perder tempo per mangiare, a differenza della femmina che non muta il proprio regime alimentare. Da ciò proviene probabilmente quella tenace fibrosità che rende le carni del maschio adulto quasi immangiabili, mentre quelle della femmina sono delicatissime e saporite. Necessitando, per digerire il cibo, di sabbia o di ghiaia finissima, si accosta all'acqua più volte durante il giorno.

## Biologia

### Voce
La femmina emette dei versi come il fagiano, una specie di "koc"; il maschio ha invece un canto molto più modulato, che inizia con una specie di "ticap" e termina con un "pop" ed altre note.

### Riproduzione

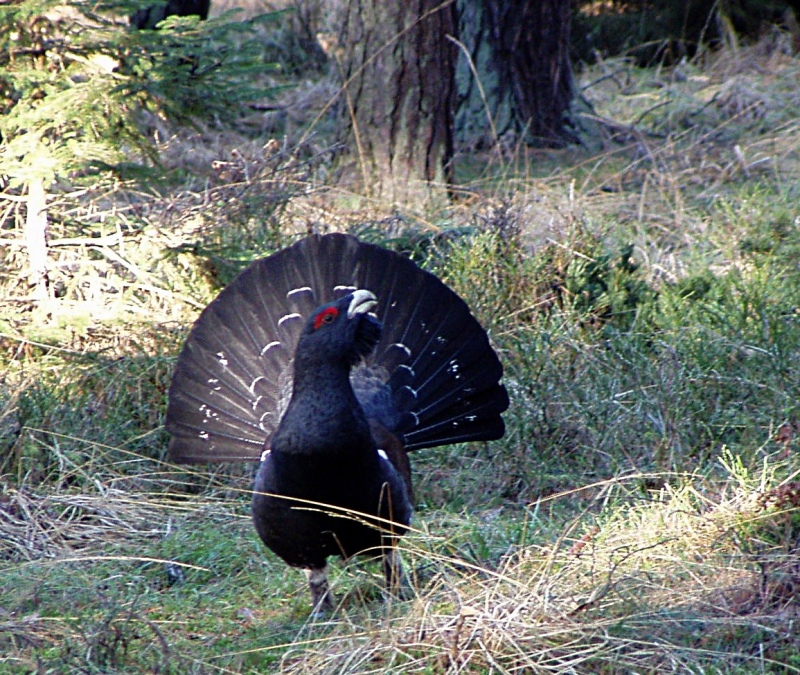
Gallo cedrone

Il gallo cedrone è senza dubbio fra i gallinacei quello che si mostra più eccitato nel periodo amoroso: comincia quando il bosco è ancora silenzioso e per gli altri uccelli la primavera non è ancora comparsa; i suoi giochi singolari iniziano non appena all'orizzonte sono comparsi i primi albori. Secondo le parole di Alfred Edmund Brehm, per prima cosa l'uccello sporge il capo obliquamente, rizza le piume del capo e della gola ed emette uno scoppiettio di crescente rapidità fino al momento in cui risuona la battuta principale e incomincia il cosiddetto "arrotare". Si tratta di una serie di suoni fischianti che ricordano lo stridere di una lama sulla ruota di un arrotino, accompagnati da movimenti della coda, delle ali e del corpo, da saltelli sui rami e dal drizzarsi di tutte le piume. Si tentò più volte, ma con scarsi risultati, di riprodurre con parole queste voci che i maschi emettono tenendo il becco spalancato, e forzando i muscoli della laringe specialmente quando suona la battuta principale.
Durante questi giochi, gli uccelli sembrano perdere completamente l'udito, probabilmente a causa della straordinaria eccitazione da cui sono dominati. È una sorta di follia che arriva alle manifestazioni più singolari: addirittura alcuni esemplari non temono di spingersi fino a zone frequentate dall'uomo e di inseguirlo e beccarlo, rinnegando completamente la propria natura timida. Certe superstizioni parlano addirittura di uno spirito maligno che si introduce nel corpo dell'animale. Gli adulti non tollerano che i giovani si stabiliscano nei loro paraggi, e combattono, ove occorra, fino all'ultimo sangue. I giovani diventano timidi e cantano sommessi quando sanno che nelle vicinanze c'è qualche vecchio campione.

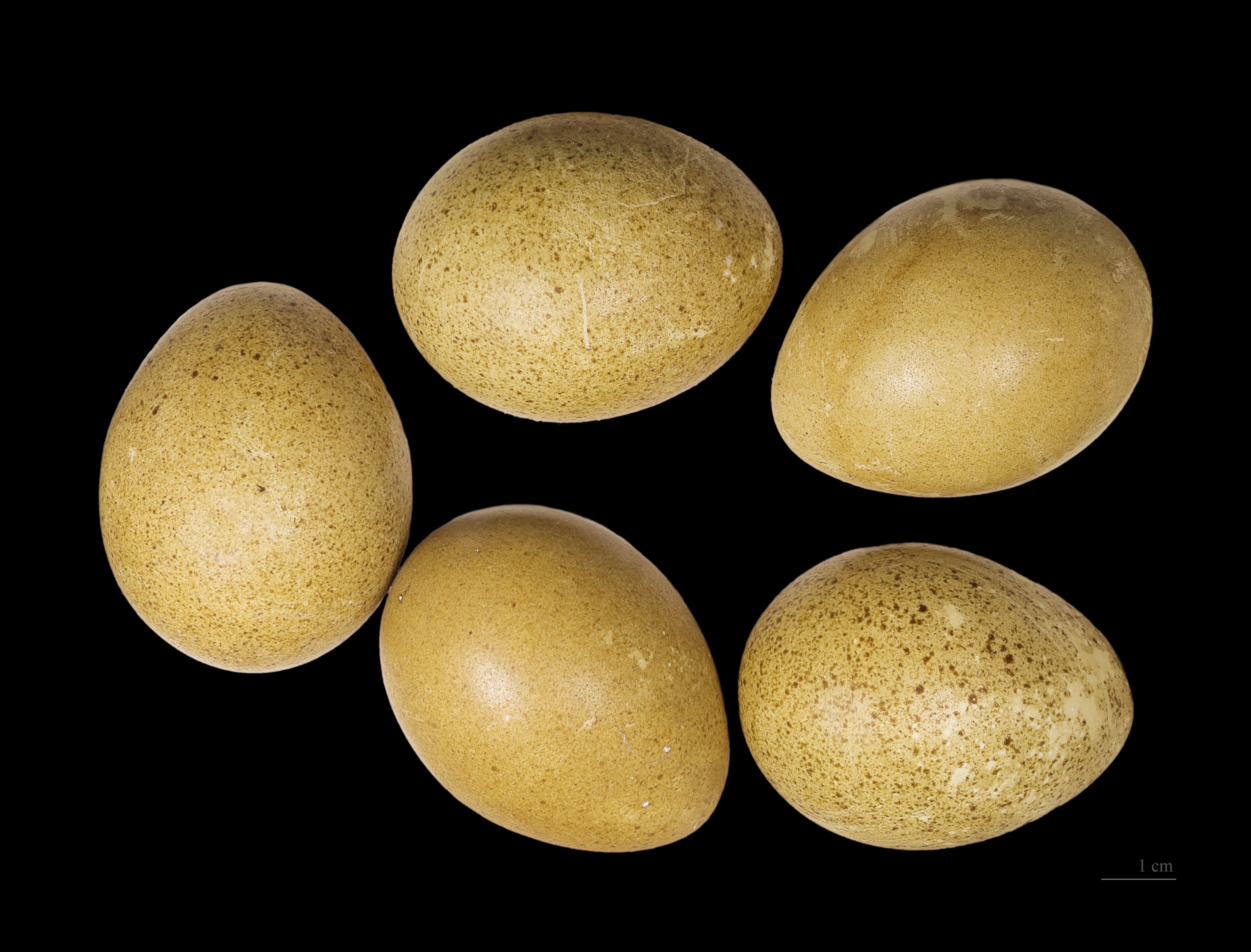
Tetrao urogallus urogallus

In quest'epoca è pure più facile udire il verso di questi uccelli, vivacissimo allorché spunta il giorno e talvolta anche nelle ore notturne. Quando i maschi si recano presso le femmine rinnovano le grida, girano loro intorno e alla fine si accoppiano. A volte le femmine mostrano delle predilezioni per questo o quel maschio e da ciò nascono accanite lotte. I maschi che non riescono nel loro scopo, gridano per amore ancora in maggio, giugno e perfino luglio. Dopo qualche settimana i maschi ritornano nelle loro zone e le femmine si mettono ad edificare il nido. Ciascuna sceglie un luogo adatto lontane dalle altre. Il nido consiste in una depressione poco profonda rivestita sommariamente di ramoscelli secchi e contiene un numero di uova variabile in rapporto con l'età della madre che, se giovane, non ne depone più di sei o otto, se adulta, da dieci a dodici. Le uova sono relativamente piccole, a guscio lucente e sottile e su fondo grigio-giallo o giallo-bruniccio; sono sparse di macchie e punti più scuri. Vengono covate con cura commovente dalla madre che non lascia il nido nemmeno in caso di gravissimo pericolo e, specialmente negli ultimi giorni, può essere agevolmente afferrata con le mani. Sfortunatamente non sempre è abbastanza prudente nello scegliere i luoghi meno esposti ai rapaci.

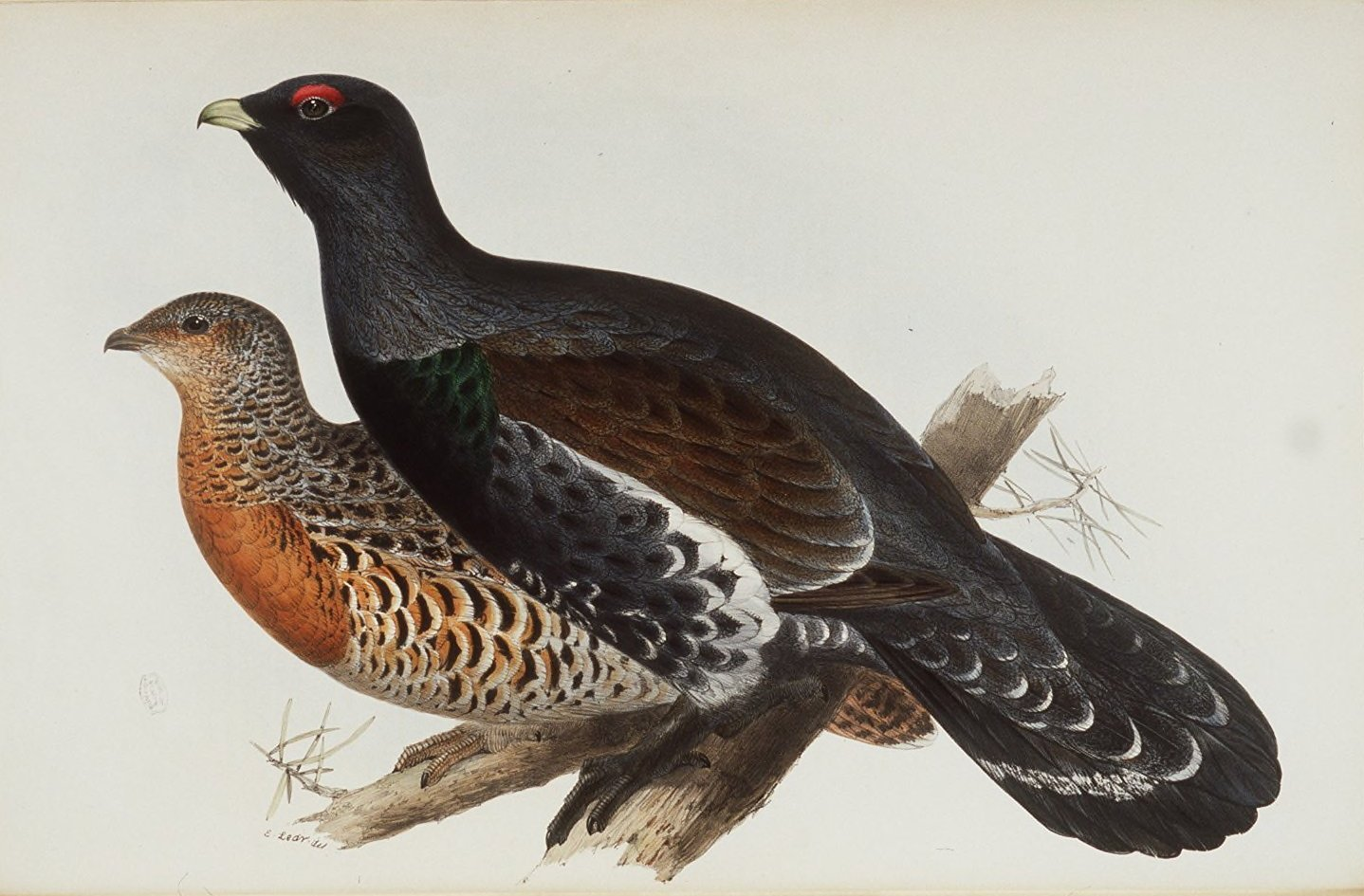
Urogallo o gallo cedrone

Dopo che i piccoli sono sgusciati, bastano poche ore ad asciugarli e poi se ne stanno sempre presso la madre che li cura affettuosamente, ricorrendo a mille artifici per sventare i pericoli che li minacciano; è commovente vederla avvertire i suoi pulcini, inducendoli a scomparire in un attimo ed a nascondersi, approfittando delle possibilità di mimetizzazione che sono connesse al colore del loro piumaggio. Dopo poche settimane i nuovi nati sono già abbastanza ricoperti di piume e penne per potersi sollevare nell'aria, ma non vestono l'abito completo che molto più tardi, secondo un susseguirsi di mutazioni, sul quale è opportuno fermarsi. Appena nati, sono di colore generalmente giallo-ruggine, con le redini marginate da due strisce brune longitudinali e con una macchia bruna collocata tra di esse; una striatura bruna passa in forma di arco al di sopra degli occhi, tra i quali se ne scorgono altre due, bruno-nere, che si congiungono posteriormente; l'occipite è segnato all'indietro da una fascia nerastra sulla quale è disposta verticalmente una striscia che scende lungo la linea mediana del collo; le piume del dorso hanno macchie e striature brune e nerastre e quelle dell'addome sono grigio-giallo zolfo, più chiare sulla gola. L'occhio è azzurrognolo, la pupilla color piombo, la mascella superiore scura, l'inferiore color corno-chiaro; dita ed unghie delle zampe, già coperte di piumino, hanno colore gialliccio.
Dopo qualche giorno iniziano a spuntare le remiganti, poi le piume del dorso e del petto e quelle del capo, cosicché, in breve, il primo abito è compiuto. In esso tutte le piume del capo, della parte posteriore del collo e del dorso sono nerastre alla base, bianchicce in punta, striate di giallo-ruggine lungo il fusto e macchiate trasversalmente di questo stesso colore e di nero; le remiganti sono nero-grigie con fasce e macchie giallo-ruggine, le copritrici superiori delle ali sono simili alle piume del dorso, e le parti inferiori sono giallo-ruggine con macchie e fasce brune.
Anche queste piume cadono rapidamente ed il pulcino veste il secondo abito. Il capo e la parte posteriore del collo diventano giallo-grigi con linee trasversali e ondulate brune e nerastre, il dorso mostra il medesimo disegno su un fondo bruno-ruggine, lo spazio sotto l'occhio è bruniccio e macchiato di bianco, la gola grigiastra con margini e macchie trasversali più scure, e la parte anteriore del collo bianco-gialliccia con striature trasversali nerastre e un margine color ruggine, talvolta fiancheggiato da un altro margine nerastro. L'ingluvie è giallo-ruggine con macchie bianchicce, il resto delle parti inferiori appare rivestito di piume bianche, giallicce e brune, striate trasversalmente con un disegno molto irregolare. L'occhio è azzurrognolo, la pupilla grigia, il becco corneo; le dita sono grigie, e i tarsi ancora rivestiti di piumino grigio. Fino a questo punto maschio e femmina vestono i medesimi colori, ma nel volume si osserva già una differenza. La femmina veste quindi gradatamente l'abito definitivo senza fare notevoli mutazioni, mentre il maschio indossa un terzo abito. In esso il capo è grigio-nero con sfumature rugginose e ondeggiature cinerine sulla metà anteriore, la parte posteriore del collo ed i lati del medesimo sono grigi e sfumano insensibilmente nel grigio-giallo del groppone; la parte superiore del dorso è bruno-ruggine con linee a zig-zag bruno-nere; le remiganti hanno forma poco acuta e colore nero-grigio con margini e macchie giallo-ruggine; le piume della gola sono biancastre con punte più scure, quelle della parte anteriore del collo bianchicce con macchie e ondeggiamenti nerastri o cinerini; sul centro del petto tutte le piume appaiono nere con spruzzi e macchie rugginose e punte bianche, sul ventre e sulle tibie sono miste di bianco e grigiastro. L'occhio è nero, la pupilla bruna, il becco corneo - più chiaro in basso e al margine - i tarsi sono vestiti fino alla base delle dita di piumino grigiastro e le dita stesse sono di color corneo.
Giunto alla metà della sua mole ordinaria, il gallo cedrone inizia a mettere le piume dell'abito completo, principiando dall'ala e dalla coda e proseguendo sui fianchi, sul petto e sulle altre parti del corpo. Crescono così lentamente che, quando l'abito è compiuto, l'uccello ha già raggiunto il suo completo sviluppo. Nel tardo autunno la giovane famiglia si divide per sessi, le femmine restano con la madre, i maschi gironzolano in compagnia, fanno già udire di quando in quando la loro voce e talvolta lottano: nella primavera successiva hanno già tutti i costumi dell'adulto.
La volpe e l'astore sono i principali nemici di questa specie, che deve, tuttavia, guardarsi da molti altri avversari. Gli adulti, molto prudenti, si difendono bene, ma i giovani e ancor più le uova vengono spesso distrutti.

## Stile di vita
Le femmine di gallo cedrone depongono da 5 a 12 uova e una covata completa impiega circa 10 giorni per essere deposta. Dopo che l’ultimo uovo è stato deposto, la femmina cova le uova per circa 25 giorni, durante i quali lascia il nido solo per nutrirsi, di solito una volta al mattino e una volta nel tardo pomeriggio. Le uova si schiudono allo stesso tempo e dopo la schiusa i pulcini lasciano presto il nido per nutrirsi; durante questo periodo la femmina assume il ruolo di una sentinella e tiene la sua covata vicina a sé. Gli spostamenti della covata sono quasi continui, interrotti da un intenso foraggiamento in luoghi ricchi di cibo.
Quando i pulcini hanno 2-3 settimane di vita si possono osservare dei brevi voli e impiumano ad un’età di 2-3 mesi.  Una volta che i nuovi nati hanno sviluppato il piumaggio, le femmine e i piccoli con un anno di età si spostano e foraggiano in stormi, mentre i maschi adulti rimangono solitari.
I galli cedroni si nutrono di mirtilli, foglie e di bacche di ginepro.

## Sistematica
Il gallo cedrone ha 16 sottospecie:
- Tetrao urogallus aquitanicus
- Tetrao urogallus cantabricus
- Tetrao urogallus karelicus
- Tetrao urogallus lonnbergi
- Tetrao urogallus major
- Tetrao urogallus obsoletus
- Tetrao urogallus pleskei
- Tetrao urogallus rudolfi
- Tetrao urogallus uralensis
- Tetrao urogallus urogallus
- Tetrao urogallus volgensis

## Conservazione
Il gallo cedrone è diffuso su un vastissimo areale che copre un'ampia parte della ecozona paleartica, per cui è classificato come a rischio minimo di estinzione.

## Nella letteratura e nel cinema
- Una delle maggiori opere di Mario Rigoni Stern è la raccolta di racconti Il bosco degli urogalli, edita nel 1962.
- Si intitola Il gallo cedrone una delle poesie di Eugenio Montale (edita nel 1949).
- Un film di Carlo Verdone si intitola Gallo cedrone (edito nel 1998).